# اس‌ام‌اف
سیمپل ماشینز فروم (به اختصار: اس ام اف) یک بستهٔ نرم‌افزاری رایگان برای ساخت انجمن اینترنتی است که با زبان پی اچ پی نوشته شده‌است و از پایگاه داده مای اس کیوال استفاده می‌کند.

## لیست ویژگی‌های SMF
- استفاده از PHP و MySQL

- امکان استفاده از قالب‌های متعدد

- دسترسی پیشرفته و مدیریت کاربران

- امکان پشتیبانی از چندین زبان

- ارائه به صورت متن باز

- طراحی برای کارکرد بهینه

- خروجی‌های مختلف (XHTML، ‏XML، ‏RSS، ‏WAP)‏

- امکان استفاده چندین زبان در کنار هم برای انجمن‌های بزرگ

- مدیریت بسته‌ها برای نصب و حذف بسته‌ها

## جستجو
- جستجو در داخل انجمن ها

- جستجو در داخل پیغام‌های خصوصی
امنیت

- تمام اعمال نیاز به جلسه دارند

- اعمال مدیریتی نیازمند رمزعبور کاربر می‌باشد

- IP و زمان انجام اعمال مدیریتی ثبت می‌شود

- اگر چندین تلاش ناموفق برای ورود توسط یک IP رخ دهد، ان IP برای مدتی مسدود خواهد شد.
تنظیمات انجمن

- امکان نمایش زمان ایجاد صفحه و تعداد بازدیدها

- قرار دادن انجمن در حالت تعمیرات که فقط مدیران دسترسی داشته باشند
انجمن‌ها و شاخه ها

- امکان باز و بسته شدن شاخه ها

- امکان ایجاد انجمن‌های زیرگروه در انجمن‌های دیگر

- اختصاص مدیر به هر انجمن

- امکان دادن سطح دسترسی‌های مختلف برای هر انجمن
ثبت کاربران

- ملزم کردن کاربران برای عضویت قبل از ورود

- ملزم کردن کاربر به پذیرفتن قوانین

- قابلیت غیرفعال کردن کامل انجمن و ثبت کاربران توسط مدیران

- امکان استفاده از ایمیل تأیید جهت فعال سازی

- امکان تأیید مدیر جهت فعال سازی

- ثبت کاربر جدید از طریق بخش مدیریت
مانیتورینگ کاربران

- دیدن لیست کاربران به همراه دسترسی ها

- نمایش کلیه پیغام‌های خطا نمایش داده شده به کاربر به همراه IP

- دیدن فعالیت‌های کاربر در انجمن
آمار

- آمار دقیق انجمن

- نمایش حاضرین در سایت

- نمایش تعداد ارسال‌ها و…
اطلاع‌رسانی و اخبار

- قابلیت ایجاد انجمن اطلاع‌رسانی

- امکان ارسال خبرنامه به صورت پیغام خصوصی برای عده‌ای از کاربران

- استفاده از جعبه اخبار
ارتباطات

- امکان ارسال موضوع به دوستان

- قابلیت چاپ موضوع

- گروه‌های کاربری

- امکان ایجاد گروه‌های کاربری متعدد

- دادن دسترسی‌های متفاوت به هر گروه بر اساس انجمن
محدود کردن

- محدود کاربر براساس IP، ‏Hostname و نام کاربری

- نمایش دلیل محدود شدن کاربر

- امکان تنظیم سطح محدود بودن
دسترسی WAP

- پشتیبانی از WAP و WAP2

- کاهش اندازه انجمن جهت نمایش در WAP

- قابلیت ورود و خروج

- قابلیت دیدن ارسال‌های جدید

- قابلیت ارسال موضوع جدید
قالب ها

- امکان انتخاب قالب توسط کاربر

- قابلیت نصب قالب‌های جدید

- اضافه نمودن صورتک‌های جدید
امکانات ارسال
- تصحیح خطای تایپی (انگلیسی)

- پاسخ سریع

- امکان نقل قول تو در تو
نظرسنجی

- امکان ایجاد یا حذف نظرسنجی به موضوع

- تنظیم تاریخ انقضا

- نمایش نتایج نظرسنجی بعد از رای دادن

- گسترش گزینه‌ها تا ۲۵۶ مورد
پیوست نامه

- امکان دسترسی به هر کاربر یا گروه

- کد کردن نام فایل به نحوی که شما بتوانید فایل.php آپلود نمایید

- قرار دادن تصاویر پیوست در موضوع
پشتیبانی از تقویم

- نمایش وقایع مهم و تاریخ تولدها

- نمایش اطلاعات تقویم در صفحه اصلی انجمن

- امکان ایجاد چند واقعه در یک روز

- امکان ویرایش وقایع
امکانات مدیریت

- امکان قفل و باز کردن موضوع

- امکان گزارش به مدیر

- حذف و ویرایش ارسال ها

- انتقال و حذف موضوع ها

- مهم کردن یک موضوع

- اختصاص یک انجمن به عنوان سطل بازیافت جهت سرفصل‌های حذف شده

- امکان ویرایش به صورت AJAX
مشخصات و گزینه‌های کاربر

- قابلیت مخفی کردن ایمیل از دیگر کاربران

- انتخاب قالب مورد علاقه

- باخبرسازی از طریق ایمیل در صورت ارسال جدید

- ورود به صورت مخفی

- انتخاب اوتار‏

- امکان داشتن اوتار، امضا و…